# John Pole, 3. Baronet
Sir John Pole, 3. Baronet (* 17. Juni 1649; † 13. März 1708) war ein englischer Adliger und Politiker, der sechsmal als Abgeordneter für das House of Commons gewählt wurde.

## Herkunft
John Pole entstammte der Familie Pole, einer Familie der Gentry von Devon. Er war der älteste Sohn von Sir Courtenay Pole, 2. Baronet und dessen Frau Urith Shapcote.

## Politische Tätigkeit

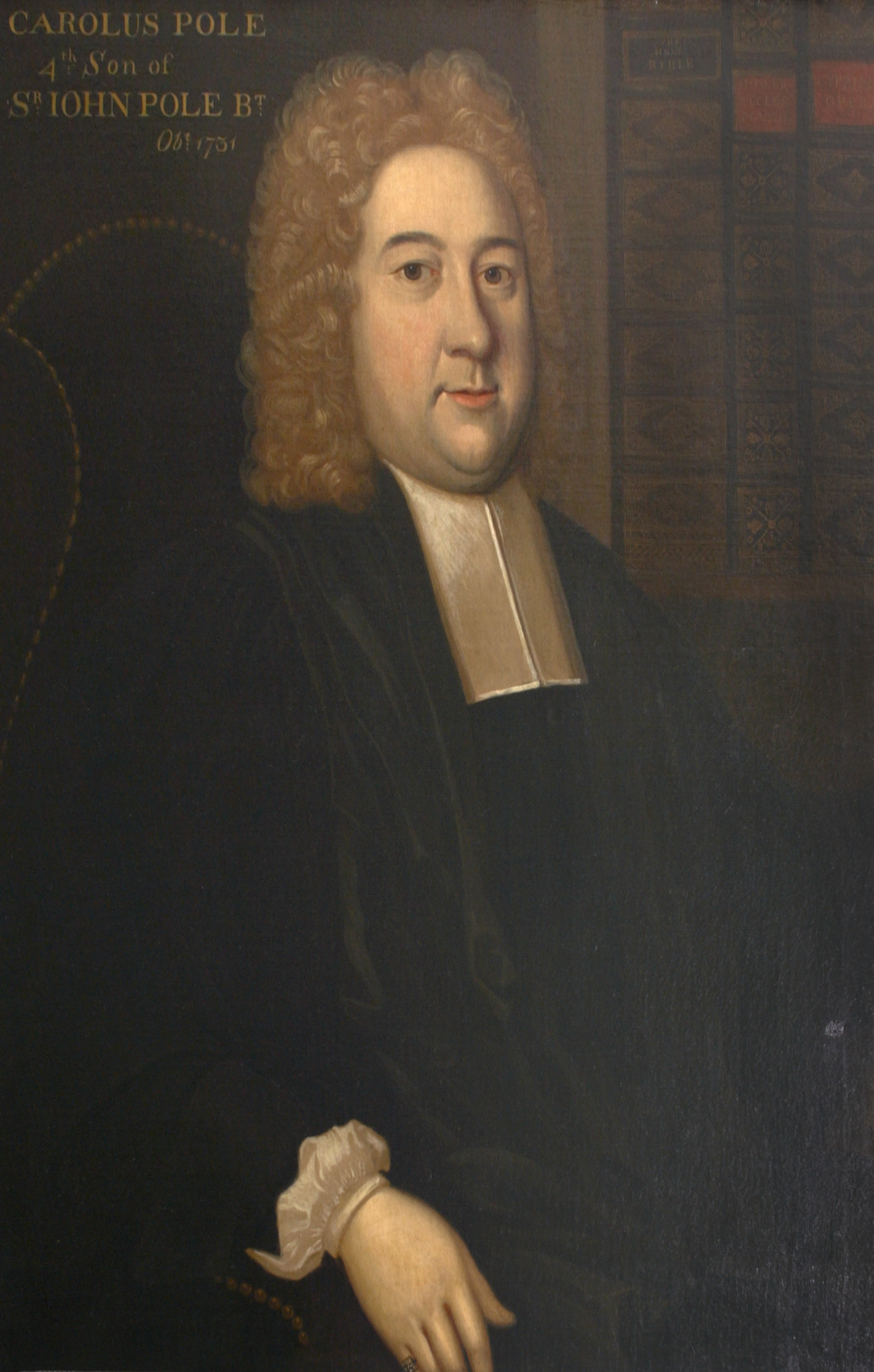
Carolus Pole, ein jüngerer Sohn von John Pole, wurde Stammvater der Familie Carew-Pole von Antony. Olgemälde, um 1730

Bereits ab 1673 hatte Pole erste lokale Ämter übernommen. 1680 wurde er Deputy Lieutenant und Oberst der Miliz von Devon. Noch zu Lebzeiten seines Vaters wurde Pole bei der Unterhauswahl 1685 als Kandidat der Hofpartei als Abgeordneter für das Borough Lyme Regis gewählt. Über seine Tätigkeit im House of Commons während der Regierung von Jakob II. ist jedoch nichts bekannt. Dazu diente er 1685 auch als Bürgermeister von Honiton, wo er bei der Unterhauswahl die Kandidaturen von Sir Thomas Putt und von seinem Cousin Edmund Walrond unterstützte. Auf Anfrage der Regierung lehnte er die Aufhebung der Testakte und der Penal Laws ab, worauf er seine Ämter verlor. Als einer der ersten Angehörigen der Gentry von Südwestengland unterstützte er während der Glorious Revolution bereits am 17. November 1688 die Landung der Truppen von Wilhelm von Oranien in Devon. Der neue König setzte ihn wieder als Deputy Lieutenant und als Oberst sowie als Friedensrichter ein. Bei der Unterhauswahl 1689 wurde Pole als Abgeordneter für Lyme Regis wiedergewählt. Obwohl er die Glorious Revolution unterstützt hatte, blieb er nun als Tory ein Gegner der Regierung. Bei der Unterhauswahl im Frühjahr 1690 verlor er die Wahl in Tregony gegen Sir John Tremayne und Hugh Fortescue. Ein Einspruch gegen die Wahl blieb folgenlos. Nach dem Tod seines Vaters 1695 erbte er dessen Besitzungen und den Titel Baronet, of Shute House in the County of Devon. Bei der Unterhauswahl 1695 kandidierte er nicht, erst bei der Wahl 1698 wurde er als Kandidat der Tories für Bossiney gewählt. Im House of Commons galt er rasch wieder als Gegner der Regierung. Bei der Unterhauswahl im Dezember 1701 wurde er als Knight of the Shire für Devon gewählt, bei der Wahl 1702 als Abgeordneter für East Looe. Auch sein ältester Sohn William Pole wurde bei der Wahl im Dezember 1701 als Abgeordneter gewählt. Bei der Unterhauswahl von 1705 kandidierte er nicht, doch bei einer Nachwahl im Januar 1707 nach dem Tod von John Spark wurde er mit Unterstützung der Familie Morice, der Familie seiner Frau als Abgeordneter für Newport gewählt. 

## Sonstiges, Familie und Nachkommen
Pole galt als starker Trinker und litt unter Gicht. Er wurde in der Pole Chapel der Pfarrkirche von Colyton begraben. Er hatte um 1666 Anne Morice, eine Tochter von Sir William Morice aus Werrington geheiratet. Seine Frau brachte eine Mitgift von £ 4000 mit in die Ehe. Mit ihr hatte er drei Söhne und eine Tochter, darunter:
- Sir William Pole, 4. Baronet (1678–1741)
- Urith Pole († 1697) ⚭ Sir John Trevelyan, 2. Baronet († 1755)
- John Pole († 1710)
- Reverend Carolus Pole (1686–1731), ⚭ Sarah Rashleigh

Sein Erbe wurde sein Sohn William. Sein jüngerer Sohn Carolus Pole wurde anglikanischer Geistlicher, er war der Großvater von Reginald Pole und Charles Pole.